# Автопилот
Автопилотът е система, използвана за контрол на траекторията на превозно средство без да се изисква постоянната намеса от страна на човека оператор. Автопилотът не замества пилота, а му помага в контролирането на превозното средство, позволявайки му да се фокусира върху други аспекти от управлението, като например следене на траекторията, времето и системите. Автопилотите се използват в летателни апарати, плавателни съдове, космически апарати, ракетни снаряди и други. Автопилотите са се развили значително с течение на времето, от първите автопилоти които просто са поддържали посоката, до модерните автопилоти способни на извършване на автоматизирани кацания под надзора на пилот.
Системата на автопилот на самолетите е разговорно позната като „George“.

## Първите автопилоти
Жироскопичен автопилот
В първите дни на авиацията, самолетите изискват постоянното внимание на пилота за да летят безопасно. Когато големината на самолетите се увеличава, позволявайки дълготрайни полети на големи разстояния, постоянното внимание води до сериозна умора. Автопилотът е проектиран да изпълнява някои от задачите на пилота.
Първият авиационен автопилот е изобретен от Sperry Corporation в 1912 г. Автопилотът свързва жироскопичния индикатор на позицията и индикатора на поведението с хидравлично задвижваните подемници и кормило. Това разрешава на самолета да лети направо и поддържа височината без внимание на пилота. Това значително намалява натоварването.
Лорънс Спери (синът на известния изобретател Елмер Спери) участва през 1914 в конкурс за авиационна безопасност проведен в Париж. На състезанието, Sperry демонстрира изобретението си като управлява самолета без да се докосва до системите за контрол. Elmer Sperry младши, синът на Lawrence Sperry, and Capt Shiras продължават работата по автопилота след войната, и през 1930 тестват по-компактен и надежден автопилот който поддържа самолетите на американските въздушни сили на желана позиция и височина за три часа.
През 1930, Royal Aircraft Establishment в Англия изобретява автопилот наречен pilots' assister, който използва пневматично-въртящ се жироскоп, за да мести щурвала.
Автопилота се развиват. Подобряват се алгоритмите за управление и хидравличните сервомеханизми. Включва се допълнителна апаратура като радионавигационният апарат, който позволява да се лети през нощта и в лошо време. През 1947 американският товарен самолет C-54 извършва трансатлантически полет, включително излитане и кацане, напълно под контрола на автопилот.
В началото на 1920, танкерът на Standard Oil се превръща в първия кораб, използващ автопилот.

## Автопилотите на новото време
Не всички съвременни пътнически самолети имат автопилот. По-старите и по-малки самолети са все още ръчно управлявани както и малки самолети с по-малко от двадесет места са без автопилот, тъй като се използват за кратки разстояния с двама пилоти. Монтирането на автопилот на самолети с повече от 20 места е задължително поради международните регулации на авиацията. Съществуват три нива на контрол на автопилота при по малките самолети. Едноосния автопилот контролира самолета само във въртеливата ос; тези автопилоти разговорно се наричат „изравнители на крилата“. Двуосният автопилот контролира движението на самолета нагоре и надолу както и уравновесяването на крилата и може да бъде повече от „изравнител на крилата“ като ограничава движението на носа на самолета; или може да получава сигнали от бордовата навигационна система, за да управлява самолета от излитането му до малко преди кацането му; или възможностите му са някъде по средата. Триосният автопилот добавя и контролирането на отклоняването от курса на самолета, когато вече трябва да се наклони наляво или надясно. Триосният автопилот не е задължителен при по малки самолети.
Автопилотите при модерните високо-технологични самолети са триосни и се разпределят полета на рулиране, излитане, издигане, височина на полет, снижаване, заход и кацане. Автопилотите автоматизират почти всички фази на полета без рулиране и излитане. Кацане на автопилот и контролиране на самолета да седи в средата на пистата е известно като CAT IIIb кацане достъпно по пистите са всички големи летища особено там където се често се срещат неблагоприятни климатични условия като мъгла. Кацане, движение в средата на пистата и рулиране до паркиране е CAT IIIb. Това не е използвано, но може да бъде за в бъдеще. Автопилотът е незаменима част от Системата за управление.
Съвременните автопилоти използват компютърен софтуер за контрол на самолета. Софтуерът чете текущата позиция на самолета, след това контролира система за контрол на полета, за да го направлява. В такава система, освен класическите за контрол на полета, много автопилоти включват и контрол на тягата, които могат да контролират дроселите за оптимизиране на въздушната скорост. Автопилотът в модерните големи самолети обикновено наглася позицията си и отношението на самолета от инерционна система за насочване. Системите за инерционно ориентиране натрупват грешки в течение на времето. Те ще се включат на система за намаляване на грешките, като например системата въртележка, която се завърта веднъж на минута, така че всички всички грешки да се разсейват в различни посоки и да се постигне цялостен ефект на нулиране. Грешката в жироскопите е известна като дрейф. Това се дължи на физически свойства в рамките на системата, било то механично или лазерно което води до повреждане на позиционните данни. Разногласията между тях са решени с цифрова обработка на сигнала, най-често с шест-мерен Калман филтър. Шестте измерения обикновено са наклоняване, надлъжно люлеене, отклонение от курса, надморска височина, географска ширина и географска дължина. Самолетът може да лети маршрути, които имат необходимият коефициент на трансформация, следователно размерът на грешка или действителният коефициент на трансформация, трябва да бъдат наблюдавани, за да се лети по тези конкретни маршрути. Колкото по дълъг е полета, толкова повече грешки се натрупват в рамките на системата. Радио апарати като DME, DME актуализации и Глобална система за позициониране (GPS) могат да се използват за коригиране на положението на самолета. Управлението с контролен волан (Control Wheel Steering) e на границата между автоматичното и ръчното управление на полет. Макар и вече да не е толкова модерно, CWS все още присъства като функция в много от днешните самолети. Един автопилот, който поддържа CWS има три възможни режима: изключен, CWS и CMD. В CMD (команден) режим, автопилотът има пълен контрол над самолета, като взима данни от наличните на борда датчици (посока/височина/радио и навигация) или от системата за мениджмънт на полета. В режим CWS, пилотът контролира автопилота с помощта на лост. След което данните от движението на лоста се конвертират в специфични посока и височина, които автопилота се старае да поддържа. Това прави самолета по-стабилен и намалява движението и въртенето на носа. Някои самолети като MD-11 имат вградена версия на CWS дори когато са и в ръчен режим на управление. В много отношения, модерен самолет Airbus Fly-by-wire в Normal Law е винаги в режим CWS. Голямата разлика между двете е, че при тази система, ограниченията на самолета се следят от бордовия компютър, което не позволява на пилота да управлява самолета извън тези „граници“.

### Компютърна система – детайли
Хардуерът на автопилотите се различава по изпълнението, но са проектирани с надеждност като най-важно съображение. Например, в системите за контрол на Боинг 777 се използват три микропроцесора, които са официално проверени и сглобени в радиационно устойчив процес.
Софтуерът и хардуерът в автопилотите е строго контролиран и обширно тестван преди да влезе в употреба
Някои автопилоти използват разнообразие от дизайни. В тази характеристика за безопасност, критични софтуерни процеси няма да работят само на отделни компютри или с помощта на различни архитектури, но всеки компютър ще работи със софтуер изработен от различни инженерни екипи, на различни програмни езици. Като цяло се счита за малко вероятно, че различни инженерни екипи ще правят същите грешки. Тъй като софтуерът става по-скъпа и сложен, разнообразието от дизайни е все по-рядко, тъй като по-малко инженерни компании могат да си го позволят. Летателният контрол на компютрите на космическите совалки използват този дизайн: пет компютъра, четири от тях обработват идентичен софтуер, а петият архивира работещия софтуер. Софтуерът на петата системата е предвидена само за основните функции, необходими за да лети совалката, намалявайки всяко възможно сходство със софтуера работещ на другите четири системи.

## Система за подобряване на стабилността
Системата за увеличаване на стабилността (СУС) е друг тип система за автоматичен контрол на полета; Вместо да поддържа летателния апарат по предварително зададена посока или коридор, СУС ще задейства органите за управление на самолета да угаси вибрациите независимо от направлението или летателния коридор.
СУС може автоматично да стабилизира летателния апарат по една или повече оси. Най-често срещаната тип СУС е за гасене на колебанията по височинната ос, който се използва за елиминирането на склонността към осцилиране. Някой гасители на вибрации по височинната ос са неделима част от системата автопилот, докато други са самостоятелни системи.
Устройството за гасене на колебания по височинната ос обикновено се състои от сензор за отклонение (жироскоп или скоростомер за ъглова скорост), компютър/усилвател и сервомотор за изпълнителния механизъм. Устройството за гасене на колебания по височинната ос използва датчик за височина, за да отчете в кой момент летателния апарат започва холандската стъпка /осцилацията/. Компютърът обработва сигналите от датчика за височина, за да определи степента на преместване на кормилото, която се изисква за преодоляването на холандската стъпка. След това компютърът подава команда на сервомотора да извърши това количествено движение. Холандската стъпка се погасява и летателният апарат остава стабилен по отношение на височинната ос. Поради това, че холандската стъпка е нестабилност, характерна за всички самолети с повдигнати нагоре крила /диедър/, то този вид летален апарат имат поне някакъв вид такова устройство за гасене на колебания.
Съществуват два типа системи за гасене на височинни колебания: последователна и паралелна. Сервомоторът на последователно свързаната система ще задвижи руля независимо от педалите, докато сервомотора на паралелно свързаната система е свързан с лостовата система на руля и ще предизвика движение на педалите ако има подаден сигнал за преместване на руля.
Някои летателни апарати имат системи за увеличаване на стабилността, които осигуряват стабилизация на летателния апарат в повече от една ос. Самолетите В -52 например изискват стабилизация, както по височина, така и по тангаж, за да се осигури стабилна платформа при бомбардиране. Много хеликоптери имат стабилизация по височина, по тангаж и по преобръщане /крен/. Системите за увеличаване на стабилността по тангаж и крен в голяма степен работят както тази за височина описана по-горе; обаче, вместо да гасят колебанията от холандската стъпка, те ще гасят колебанията по крен и тангаж или вибрациите за да подобрят общата стабилност на летателния апарат.

## Автопилот – инструментална система за кацане
Спомагателните инструменти за кацане се определят в режими определени от международната гражданска авиационна организация. Тези режими са зависими от изискването за ниво на видимост и степента до която кацането може да бъде проведено автоматично без намесата на пилота:
КАТ I – Тази категория разрешава на пилотите да се приземяват на допустима височина от 61 метра или видимост на полосата (ВП) от 550 метра. Не се изисква автопилот.
КАТ II – Тази категория разрешава на пилотите да се приземяват на допустима височина между 61 и 30 метра ВП от 300 метра. Изисква се автопилотът да е в състояние на пасивен отказ. Една система за автоматично кацане е в пасивен отказ, ако в случай на повреда, не е налице значително балансиране на траекторията на полета – и кацането не е завършено автоматично. Когато автопилотът е в състояние на пасивен отказ за приземяване, пилотът приема управлението на самолета след изникнала грешка.
КАТ IIIа – Тази категория позволява на пилотите да се приземяват с допустима височина от 15 метра и ВП от 200 метра. Изиксва се автопиотът да е в състояние на пасивен отказ. Тук е задължително да има 10−6 вероятност за кацане извън предписаната зона.
КАТ IIIб – Тази категория е като КАТ IIIа, но при допира на самолета с повърхността на земята пилотът поема контролът на определено разстояние по протежението на пистата. Тази категория позволява на пилотите да се приземяват с височина по-малко от 15 метра или без височина, и видимост от 76 метра (сравнена дължина с тази на самолета, някои от които са над 70 метра) или видимост от 91, позволена в САЩ. При приземяване без инструментите, автопилотът е в състояние на оперативен отказ, където приземяването може да се извърши без намесата на пилота. Тук ВП е под 100 метра.
КАТ IIIв – Тази категория е като КАТ IIIб но без височина или при намалена видимост, известен също като „нула-нула“.

## Радиоуправляеми модели
В радиоуправляемите модели, и особено самолети и хеликоптери, автопилотът, обикновено е набор от допълнителен хардуер и софтуер, който се занимава с предварително програмиран модел на полета.